# Georg Öllinger

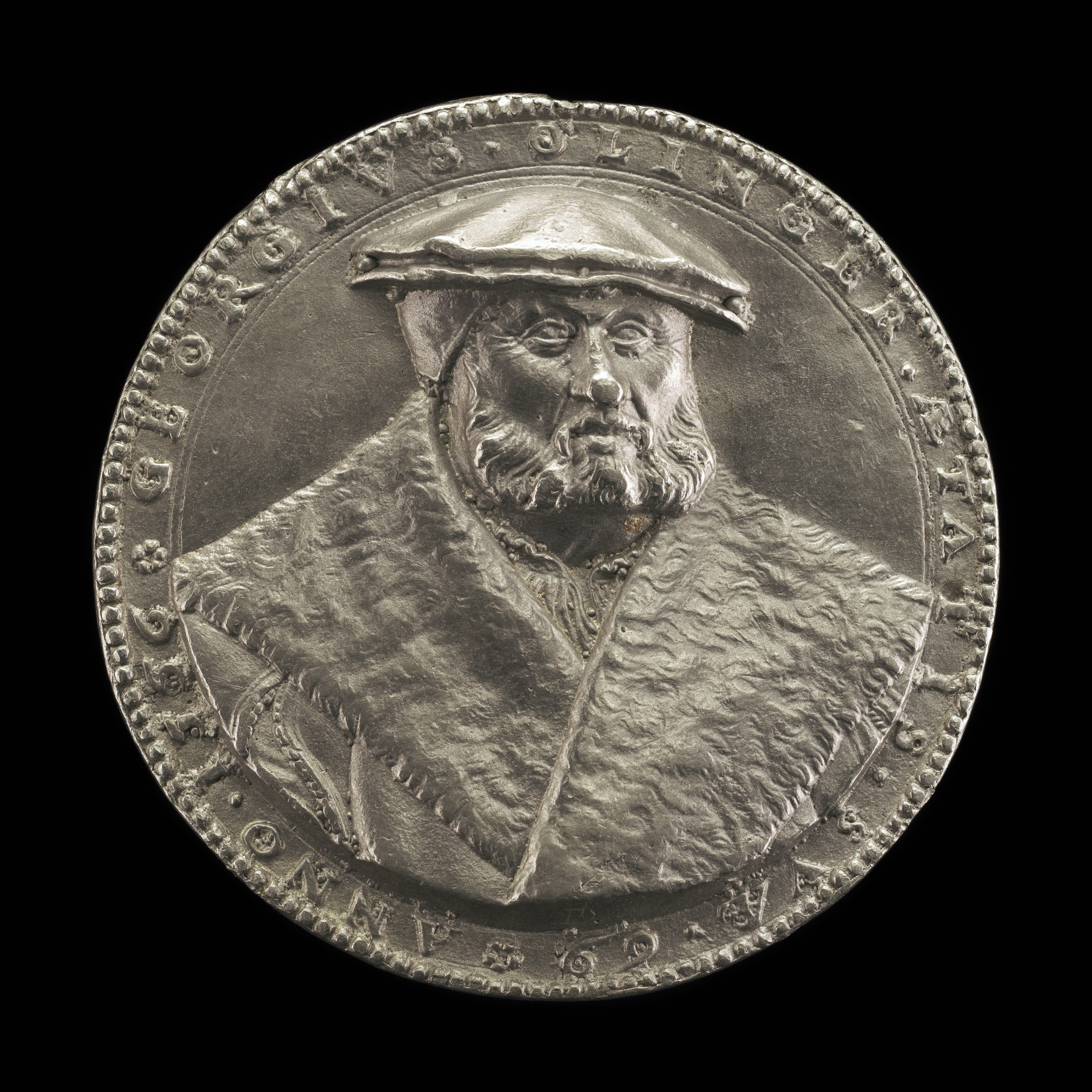
Medaille von Joachim Deschler: der Apotheker Georg Öllinger (1487–1557)

Georg Öllinger (Olinger, Oellinger, Ellinger) (* 1487, begraben 5. Januar 1557 in Nürnberg) war Apotheker in Nürnberg und erarbeitete im Jahr 1553 zusammen mit Samuel Quicchelberg die „Magnarum Medicinae partium herbariae et zoographiae imagines“. Oellinger zeichnete und malte einige der Aquarelle, die botanische Illustrationen von Pflanzen zeigen, unter anderem Tomaten, die in Europa noch nicht weit verbreitet waren.
Oellinger stand mit zahlreichen Gelehrten in Korrespondenz. Mit dem Arzt und Botaniker Hieronymus Bock tauschte er Pflanzen und Saatgut, wie Bock in seinen Kräuterbüchern mehrfach erwähnte.

## Werk
- mit Samuel Quicchelberg: Magnarum Medicinae partium herbariae et zoographiae imagines (Manuskript, 1553, Universität Erlangen, Ms. 2362).
  - Gekürzte Ausgabe: Herbarium des Georg Oellinger, anno 1553 zu Nürnberg (Salzburg 1949)
  - Faksimile mit kommentierter Einführung von Dominic Olariu: Georg Öllingers Kräuterbuch. Ein Nürnberger Apotheker erforscht die Pflanzenwelt der Renaissance. Wissenschaftliche Buchgesellschaft, Darmstadt 2023, ISBN 978-3-534-27602-8.